# Epirhyssa petiolaris
Epirhyssa petiolaris là một loài tò vò trong họ Ichneumonidae.